# Слабинська сотня
Слабинська сотня — адміністративно-територіальна і військова одиниця Чернігівського полку Гетьманщини. Одна з 367-ми сотень України. Створена 1651. Центр — село Слабин (нині — село Чернігівського району Чернігівської області).

## Історія
Вперше згадується у присяжних списках 1654 у складі Чернігівського полку, проте є дані, що сотня оформилася відразу після Білоцерківської мирової угоди 1651. Після анексії Гетьманщини Російською імперією 1782, її територія включена до Чернігівського намісництва.
До 1648 сотенний осередок був центром Слабинської волості Чернігівського повіту Чернігівського воєводства. Сотенна старшина Слабинської сотні була впливою на загальнодержавному рівні. Серед них сотники Тризни, Домонтовичі, Михайловичі та Левандовські (останні з Корибутівської сотні Прилуцького полку, яка була поглинена Голінською. Перший сотник Самійло Левандовський був одружений із представницею сотенного роду Домонтовичів).
1732 у сотні проживало 328 осіб козацького стану.
Збереглися зразки печаток Слабинської сотні — восьмикутна та овальна, що належала сотнику Самійлу Левандовському (іноді писали Ливандовський). Символом Слабинської сотні були так звані «грабельки» — орнамент українських писанок, що символізували воду та сонце.
Автивний розвиток Слабинської сотні припадає на час урядування Самійла Левандовського, який збудував заново сотенне правління з канцелярією, архів, згодом з'явилася караульна (холодна). Вони були розташовані на сучасному кутку Цвинтар у селі Слабин.

## Сотники
- Домонтович Іван Михайлович(*) (1659).
- Іванович Огій (1669).
- Утвенко Іван Пархомович (1672–1677).
- Іванович Огій (1677).
- Тризна Іван Хомич (1687–1701).
- Гуневич Михайло (1710–1711).
- Філоненко Семен Михайлович (1713, н.; 1723–1733).
- Тризна Микола Іванович (1725, н.).
- Михайлович Стефан (помер 1743).
- Левандовський Микола (1744).
- Левандовський Самійло Михайлович (1751–1760).
- Будлянський Трохим та Тризна Петро (1771–1779).

## Населені пункти
Андріївка, село; Гнилуші, село; Друцьке, село; Жеведь, село; Зайці, село; Золотинка, село; Ільчівка, село; Киїнка, село; Козарки, село; Козероги, село; Ладинка, село; Льгівка, село; Максими, село; Слабин, село; Смолин, село; Шестовиця, село; Янівка, село.
1769 у складі сотні значилися села Пересажівка і Семаки.